# Navió e Vitorino dos Piães
Navió e Vitorino dos Piães ist eine portugiesische Gemeinde (Freguesia) im Kreis (Concelho) Ponte de Lima im Nordwesten Portugals.

## Geschichte
Die Gemeinde entstand im Zuge der Gebietsreform vom 29. September 2013 durch die Zusammenlegung der ehemaligen Gemeinden Navió und Vitorino dos Piães. Vitorino dos Piães wurde Sitz der neuen Verwaltung.

## Demographie
| Freguesia | Freguesia                  | Freguesia | Freguesia       | ehemalige Freguesias | ehemalige Freguesias | ehemalige Freguesias | ehemalige Freguesias |
| --------- | -------------------------- | --------- | --------------- | -------------------- | -------------------- | -------------------- | -------------------- |
| Wappen    | Freguesia                  | Einwohner | Fläche in (km²) | Wappen               | Freguesia            | Einwohner            | Fläche in (km²)      |
|           | Navió e Vitorino dos Piães | 1544      | 13,6            |                      | Navió                | 227                  | 1,7                  |
|           | Navió e Vitorino dos Piães | 1544      | 13,6            | Vitorino dos Piães   | 1540                 | 11,9                 |                      |